# Langur de Laos
El langur de Laos (Trachypithecus laotum) és una espècie de primat de la família dels cercopitècids. És endèmic d'un parell de províncies del centre-nord de Laos. El seu hàbitat natural són els boscos situats a medis calcaris o càrstics, tot i que també viu a afloraments no calcaris. Està amenaçat per la caça.